# Nouans
Nouans là một xã thuộc tỉnh Sarthe trong vùng Pays-de-la-Loire phía tây bắc nước Pháp. Xã này có diện tích 9,6 km2, dân số năm 2006 là 260 người.